# Avalanche Creek Falls
Die Avalanche Creek Falls sind ein Wasserfall im Arthur’s-Pass-Nationalpark in der Region Canterbury auf der Südinsel Neuseelands. Er liegt am Westrand des Ortes Arthur’s Pass im Lauf des Avalanche Creek, der im Ortszentrum in den Bealey River mündet. Seine Fallhöhe beträgt rund 80 Meter. Die Devils Punchbowl Falls befinden sich einige hundert Meter nordöstlich von ihm auf der gegenüberliegenden Talseite.
Vom Besucherzentrum am New Zealand State Highway 73 führt eine fünfminütige Wanderung zu einer Aussichtsplattform auf den Wasserfall.